# Common Warehouse Metamodel
Common Warehouse Metamodel (CWM) とは、データウェアハウスにおける各種オブジェクト（リレーショナル、非リレーショナル、多次元など）のメタデータのモデリングのための仕様である。Object Management Group (OMG) がリリースしており、"CWM" という用語の商標権も含めて OMG が権利を保有する。
現在よく使われているバージョンは CWM v1.1 であり、補助的な仕様として CWM Metadata Interchange Patterns (MIP) でツール間の連携についてより詳細に規定している。

## 目的
CWM はウェアハウスツールやウェアハウスプラットフォーム、分散異機種混在環境でのウェアハウス・メタデータリポジトリなどの間でウェアハウスやビジネスインテリジェンスのメタデータを交換するためのインタフェースを規定する。CWM は以下の3つの標準に基づいている。
- UML - 統一モデリング言語。OMG のモデリング標準
- MOF - Meta-Object Facility。OMG のモデル駆動工学の標準
- XMI - XML Metadata Interchange。OMG のメタデータ交換標準

CWM ではデータの由来をトレースすることができる。すなわち、データの生成された日時、手段、場所などを記述するためのオブジェクトが提供される。メタモデルのインスタンスは XMI 文書として交換される。
当初、CWM はローカルなデータ変換機能を規定していた。QVT Final Adopted Specification  が CWM にどう影響するかは明らかでない。

## CWMツールの相互運用性
CWM準拠のツール間で連携がうまくできるかどうかは CWM の規定範囲外のことであるが、OMG はそういった問題に対応すべく、補助的な仕様として CWM Metadata Interchange Patterns  をリリースしている。

## 主なベンダー
- IKAN : CWD4ALL
- SAS : CWM 採用に積極的
- オラクル : Oracle Warehouse Builder
- IBM
- Cognos : CWM v1.0 までしかサポートしていないとも言われている。
- Pentaho : XMIv1.1準拠のフリーソフトMetadataEditorを提供